# Banca (Vaslui)
Pour l’article homonyme, voir Banca.
Banca est une commune du județ de Vaslui en Roumanie.